# Samodães
Samodães é uma povoação portuguesa sede da Freguesia de Samodães do Município de Lamego, freguesia com 3,09 km² de área e 172 habitantes (censo de 2021), tendo, por isso, uma densidade populacional de 55,7 hab./km².

## História
Povoação antiga, citada em documentos de 1133 como Camudães. Foi sede de concelho dependente de Lamego.

## Demografia
A população registada nos censos foi:
| Distribuição da População por Grupos Etários | Distribuição da População por Grupos Etários | Distribuição da População por Grupos Etários | Distribuição da População por Grupos Etários | Distribuição da População por Grupos Etários |
| -------------------------------------------- | -------------------------------------------- | -------------------------------------------- | -------------------------------------------- | -------------------------------------------- |
| Ano                                          | 0-14 Anos                                    | 15-24 Anos                                   | 25-64 Anos                                   | > 65 Anos                                    |
| 2001                                         | 39                                           | 54                                           | 148                                          | 39                                           |
| 2011                                         | 30                                           | 15                                           | 115                                          | 43                                           |
| 2021                                         | 17                                           | 15                                           | 81                                           | 59                                           |

## Património
- Marco granítico n.º 88[6]

## Personalidades ilustres
- Visconde de Samodães e Conde de Samodães